# Diocesi di Geita
La diocesi di Geita (in latino Dioecesis Geitaënsis) è una sede della Chiesa cattolica in Tanzania suffraganea dell'arcidiocesi di Mwanza. Nel 2021 contava 269.216 battezzati su 1.923.059 abitanti. È retta dal vescovo Flavian Kassala.

## Territorio
La diocesi comprende due distretti civili nel nord-ovest della Tanzania: Geita nella regione di Geita, e Sengerema nella regione di Mwanza.
Sede vescovile è la città di Geita, dove si trova la cattedrale di Maria Regina della Pace.
Il territorio si estende su 10.697 km² ed è suddiviso in 25 parrocchie.

## Storia
La diocesi è stata eretta l'8 novembre 1984 con la bolla Summi Pontificis di papa Giovanni Paolo II, ricavandone il territorio dalla diocesi di Mwanza (oggi arcidiocesi).
Originariamente suffraganea dell'arcidiocesi di Tabora, il 18 novembre 1987 è entrata a far parte della provincia ecclesiastica di Mwanza.

## Cronotassi dei vescovi
Si omettono i periodi di sede vacante non superiori ai 2 anni o non storicamente accertati.
- Aloysius Balina † (8 novembre 1984 - 8 agosto 1997 nominato vescovo di Shinyanga)
  - Sede vacante (1997-2000)
- Damian Denis Dallu (14 aprile 2000 - 14 marzo 2014 nominato arcivescovo di Songea)
  - Sede vacante (2014-2016)
- Flavian Kassala, dal 28 aprile 2016

## Statistiche
La diocesi nel 2021 su una popolazione di 1.923.059 persone contava 269.216 battezzati, corrispondenti al 14,0% del totale.
| anno | popolazione | popolazione | popolazione | presbiteri | presbiteri | presbiteri | presbiteri                | diaconi | religiosi | religiosi | parrocchie |
| anno | battezzati  | totale      | %           | numero     | secolari   | regolari   | battezzati per presbitero | diaconi | uomini    | donne     | parrocchie |
| ---- | ----------- | ----------- | ----------- | ---------- | ---------- | ---------- | ------------------------- | ------- | --------- | --------- | ---------- |
| 1990 | 77.680      | 743.312     | 10,5        | 18         | 6          | 12         | 4.315                     |         | 15        | 36        | 8          |
| 1999 | 140.281     | 879.902     | 15,9        | 17         | 11         | 6          | 8.251                     |         | 7         | 34        | 9          |
| 2000 | 145.721     | 879.902     | 16,6        | 20         | 14         | 6          | 7.286                     |         | 7         | 35        | 9          |
| 2001 | 215.946     | 1.136.393   | 19,0        | 19         | 14         | 5          | 11.365                    |         | 6         | 41        | 9          |
| 2002 | 176.900     | 1.171.943   | 15,1        | 19         | 14         | 5          | 9.310                     |         | 6         | 35        | 9          |
| 2003 | 220.950     | 1.214.111   | 18,2        | 20         | 17         | 3          | 11.047                    |         | 4         | 37        | 9          |
| 2004 | 232.458     | 1.226.499   | 19,0        | 18         | 17         | 1          | 12.914                    |         | 2         | 41        | 9          |
| 2006 | 254.812     | 1.273.000   | 20,0        | 16         | 13         | 3          | 15.925                    |         | 4         | 42        | 10         |
| 2013 | 553.170     | 1.527.000   | 36,2        | 33         | 27         | 6          | 16.762                    |         | 7         | 45        | 15         |
| 2016 | 576.134     | 1.989.699   | 29,0        | 31         | 28         | 3          | 18.584                    |         | 4         | 53        | 18         |
| 2019 | 630.680     | 2.180.100   | 28,9        | 31         | 29         | 2          | 20.344                    |         | 3         | 46        | 36         |
| 2021 | 269.216     | 1.923.059   | 14,0        | 35         | 31         | 4          | 7.691                     |         | 8         | 54        | 25         |